# 싱가포르 국제 영화제
싱가포르 국제 영화제(Singapore International Film Festival, SGIFF, 중국어: 新加坡国际电影节)는 싱가포르에서 가장 오랜 기간 운영되어 온 영화제이다. 1987년 설립된 이 영화제는 국제영화의 쇼케이스에 집중하며 싱가포르와 동남아시아 영화의 최고작을 위한 글로벌 플랫포믈 제공한다. 수십년에 걸쳐 싱가포르 예술계의 중요한 이벤트로 성장했다.